# Effacer l'historique
Effacer l'historique je francouzský hraný film z roku 2020, který režírovali Benoît Delépine a Gustave Kervern podle vlastního scénáře. Byl uveden 24. února 2020 v oficiální soutěži na Berlinale, kde získal zvláštní cenu k 70. výročí festivalu.

## Děj
Na malém sídlišti v Hauts-de-France se tři různí lidé potýkají s novými technologiemi a sociálními sítěmi. Marie, depresivní rozvedená matka 15letého teenagera, kterého nedostala do péče, je vydírána svými sexuálními fotkami uniklými na internet. Bertrand, zadlužený vdovec, zjistí, že jeho dcera je na střední škole obtěžována. Je zamilovaný do hostesky call centra. Christine se živí jako řidička a má problém, že se jí nezobrazují hodnocení od jejích zákazníků. Všichni tři se sblíží během akcí žlutých vest a rozhodnou se jít do boje proti „internetovým obrům“.

## Obsazení
| Blanche Gardin       | Marie                     |
| Denis Podalydès      | Bertrand                  |
| Corinne Masiero      | Christine                 |
| Vincent Lacoste      | internetový vyděrač       |
| Benoît Poelvoorde    | doručovatel Alimazone     |
| Bouli Lanners        | Dieu, hacker              |
| Vincent Dedienne     | bio farmář                |
| Philippe Rebbot      | podvodnice                |
| Michel Houellebecq   | kupec sebevražedného auta |
| Clémentine Peyricot  | Cathya                    |
| Lucas Mondher        | Sylvain                   |
| Jean-Louis Barcelona | mrzoutský číšník          |
| Candy Ming           | zaměstnankyně pošty       |
| Joseph Dahan         | změstnanec pošty          |
| Pierre Gommé         | muž v bance               |
| Jackie Berroyer      | pedantský soused          |
| Jean Dujardin        | lovec pand                |
| Denis O'Hare         | americký milionář         |

## Ocenění
- Berlinale: zvláštní ocenění Stříbrný medvěd k 70. výročí festivalu
- César: nominace v kategorii nejlepší původní scénář (Benoît Delépine a Gustave Kervern)